# Rally de Azores de 2014
El Rally de Azores de 2014, oficialmente 49. SATA Rallye Açores, fue la edición 49.ª, la quinta ronda de la temporada 2014 del Campeonato de Europa de Rally, la segunda del Campeonato de Azores y la cuarta del Campeonato de Portugal. Se celebró del 15 al 17 de mayo y contó con un itinerario de 17 tramos sobre tierra que sumaban un total de 216,64 km cronometrados.

## Itinerario y resultados
| Día   | SS   | Nombre                 | Distancia | Ganador              | Tiempo  | Veloc. media | Líder          |
| ----- | ---- | ---------------------- | --------- | -------------------- | ------- | ------------ | -------------- |
| Día 1 | SS1  | Vila Franca São Brás 1 | 12.10 km  | Craig Breen          | 9:10.9  | 79.1 km/h    | Craig Breen    |
| Día 1 | SS2  | Coroa da Mata          | 8.22 km   | Kajetan Kajetanowicz | 6:56.7  | 71.0 km/h    | Craig Breen    |
| Día 1 | SS3  | Grupo Marques SSS - 1  | 3.45 km   | Kajetan Kajetanowicz | 2:54.0  | 71.4 km/h    | Craig Breen    |
| Día 2 | SS4  | Batalha Golfe 1        | 7.82 km   | Craig Breen          | 5:36.7  | 83.6 km/h    | Craig Breen    |
| Día 2 | SS5  | Feteiras 1             | 7.46 km   | Craig Breen          | 5:35.6  | 80.0 km/h    | Craig Breen    |
| Día 2 | SS6  | Sete Cidades 1         | 23.90 km  | Bernardo Sousa       | 17:09.4 | 83.6 km/h    | Craig Breen    |
| Día 2 | SS7  | Lagoa Meo 1            | 7.38 km   | Craig Breen          | 4:13.3  | 104.9 km/h   | Craig Breen    |
| Día 2 | SS8  | Batalha Golfe 2        | 7.82 km   | Kevin Abbring        | 5:32.6  | 84.6 km/h    | Craig Breen    |
| Día 2 | SS9  | Feteiras 2             | 7.46 km   | Craig Breen          | 5:35.6  | 80.0 km/h    | Craig Breen    |
| Día 2 | SS10 | Sete Cidades 2         | 23.90 km  | Bernardo Sousa       | 17:01.0 | 84.3 km/h    | Kevin Abbring  |
| Día 2 | SS11 | Lagoa Meo 2            | 7.38 km   | Bernardo Sousa       | 4:13.0  | 105.0 km/h   | Bernardo Sousa |
| Día 3 | SS12 | Graminhais 1           | 20.80 km  | Ricardo Moura        | 15:20.6 | 81.3 km/h    | Bernardo Sousa |
| Día 3 | SS13 | Tronqueira 1           | 21.30 km  | Ricardo Moura        | 18:02.4 | 70.8 km/h    | Bernardo Sousa |
| Día 3 | SS14 | Grupo Marques SSS - 2  | 3.45 km   | Kajetan Kajetanowicz | 2:54.7  | 71.1 km/h    | Bernardo Sousa |
| Día 3 | SS15 | Vila Franca São Brás 2 | 12.10 km  | Kevin Abbring        | 9:09.0  | 79.3 km/h    | Bernardo Sousa |
| Día 3 | SS16 | Graminhais 2           | 20.80 km  | Kevin Abbring        | 15:15.6 | 81.8 km/h    | Bernardo Sousa |
| Día 3 | SS17 | Tronqueira 2           | 21.30 km  | Bernardo Sousa       | 17:40.5 | 72.3 km/h    | Bernardo Sousa |

## Clasificación final
| Pos.    | Piloto            | Copiloto           | Automóvil                   | Tiempo    | Difer.   |
| General | General           | General            | General                     | General   | General  |
| ------- | ----------------- | ------------------ | --------------------------- | --------- | -------- |
| 1       | Bernardo Sousa    | Hugo Magalhães     | Ford Fiesta RRC             | 2:43:56.7 | 0.0      |
| 2       | Kevin Abbring     | Sebastian Marshall | Peugeot 208 T16             | 2:44:02.9 | +6.2     |
| 3       | Jean-Michel Raoux | Laurent Magat      | Peugeot 207 S2000           | 2:51:48.6 | +7:51.9  |
| 4       | Robert Consani    | Vincent Landais    | Peugeot 207 S2000           | 2:53:15.5 | +9:18.8  |
| 5       | Luís Miguel Rego  | António Costa      | Mitsubishi Lancer Evo IX    | 2:54:04.2 | +10:07.5 |
| 6       | Ricardo Teodósio  | José Teixeira      | Mitsubishi Lancer Evo IX    | 2:54:07.9 | +10:11.2 |
| 7       | Ruben Rodrigues   | Estevão Rodrigues  | Mitsubishi Lancer Evo IX R4 | 2:54:12.5 | +10:15.8 |
| 8       | Antonín Tlusťák   | Jan Škaloud        | Škoda Fabia S2000           | 2:55:12.2 | +11:15.5 |
| 9       | Pedro Vale        | Rui Medeiros       | Subaru Impreza STi N12      | 2:55:35.8 | +11:39.1 |
| 10      | Stéphane Lefebvre | Thomas Dubois      | Peugeot 208 VTi R2          | 2:56:01.9 | +12:05.2 |

| Predecesor: Irlanda 2014 | ERC 2014 | Sucesor: Ypres 2014 |